# Скрипун сходный
Скрипун сходный, или скрипун ивовый (лат. Saperda similis) — жук из семейства усачей и подсемейства Ламиины.

## Описание
Жук длиной от 12 до 25 мм. Время лёта взрослого жука с июня по август.

## Распространение
Распространён в Европе и Ближнем Востоке.

## Экология и местообитания
Жизненный цикл вида длится от двух до трёх лет. Кормовые растения дерево вида — ива козья (Salix caprea).